# 索里亚省
索里亚省（西班牙語：Provincia de Soria）是西班牙中部的一个省，首府索里亚。
索里亚省是西班牙人口最少的省份，也是欧盟人口密度最小的地区之一。同时该省还是西班牙乃至欧盟地区老龄人数最高的省份，2017年有6％的居民年龄超过85岁。索里亚省面积10,306平方公里，2017年人口88,903，其中近40%居住在索里亚。

## 地理

### 位置
| 西北: 布尔戈斯省 | 北: 拉里奥哈自治区 | 东北: 拉里奥哈自治区 |
| 西: 布尔戈斯省   |                    | 东: 薩拉戈薩省       |
| 西南: 塞哥維亞省 | 南: 瓜達拉哈拉省   | 东南: 瓜達拉哈拉省   |

### 自然
该省主要河流有：杜罗河和錫達科斯河。主要山脉有蒙卡約山。

## 人口

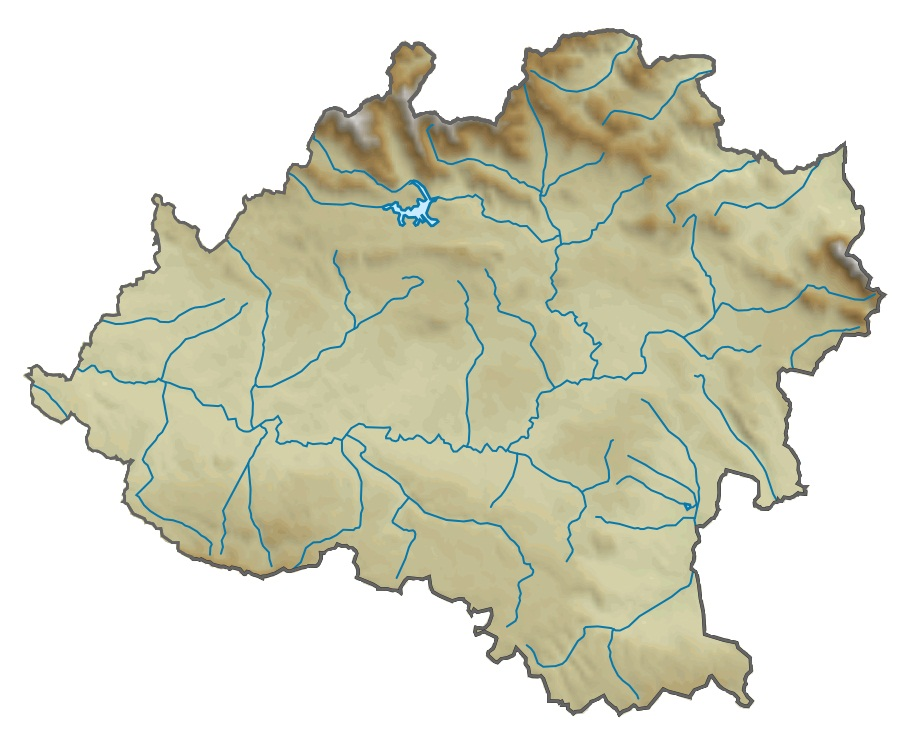
主要河流

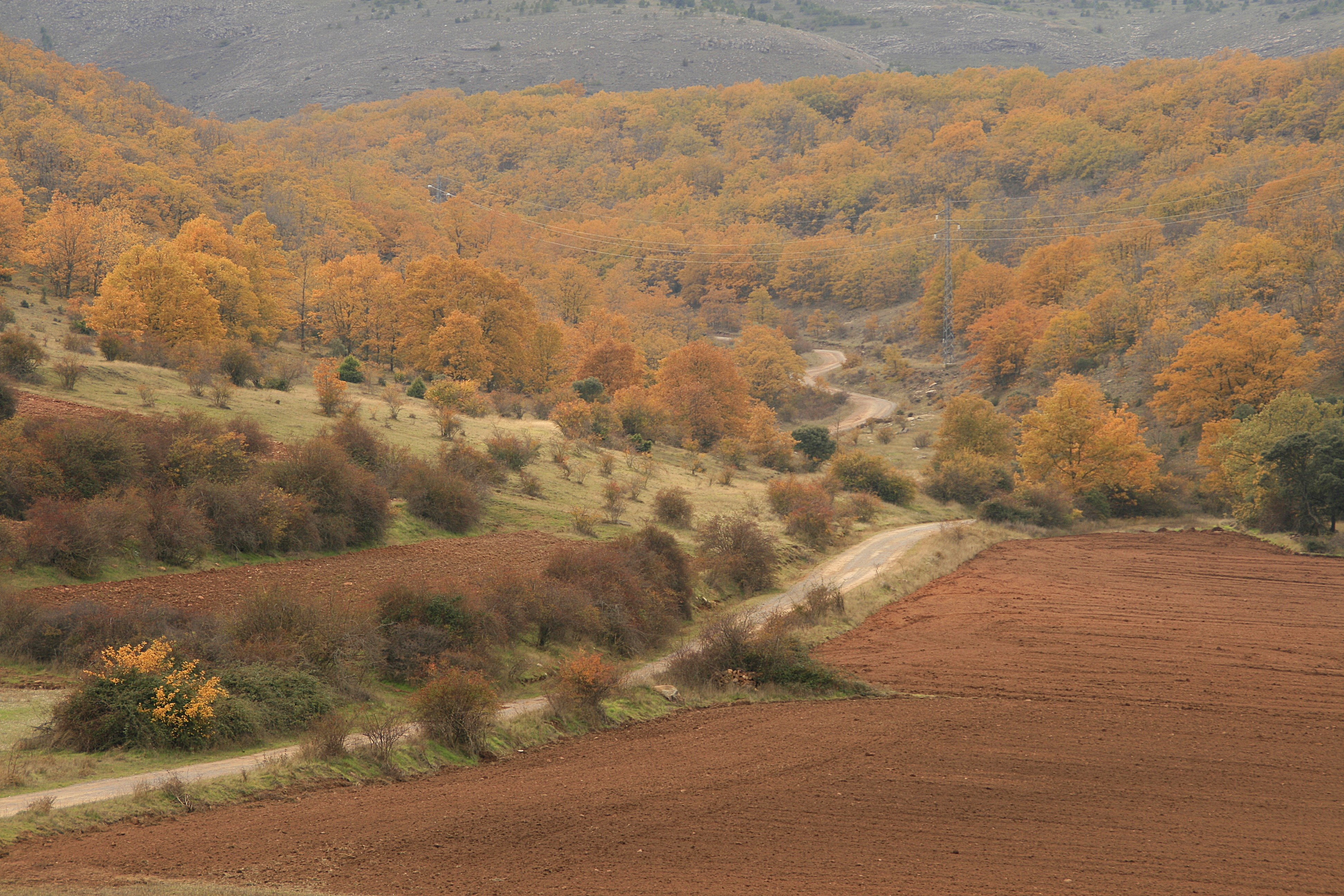
秋季的奥尔韦加

索里亚省是西班牙人口最少的省份。
| 索里亚省1900年-2017年历史人口变化                                          |
|                                                                            |
| 法定人口（1900-1991年）或常住人口（2000年和2010年） 2017年在市政厅登记人口 |

## 经济

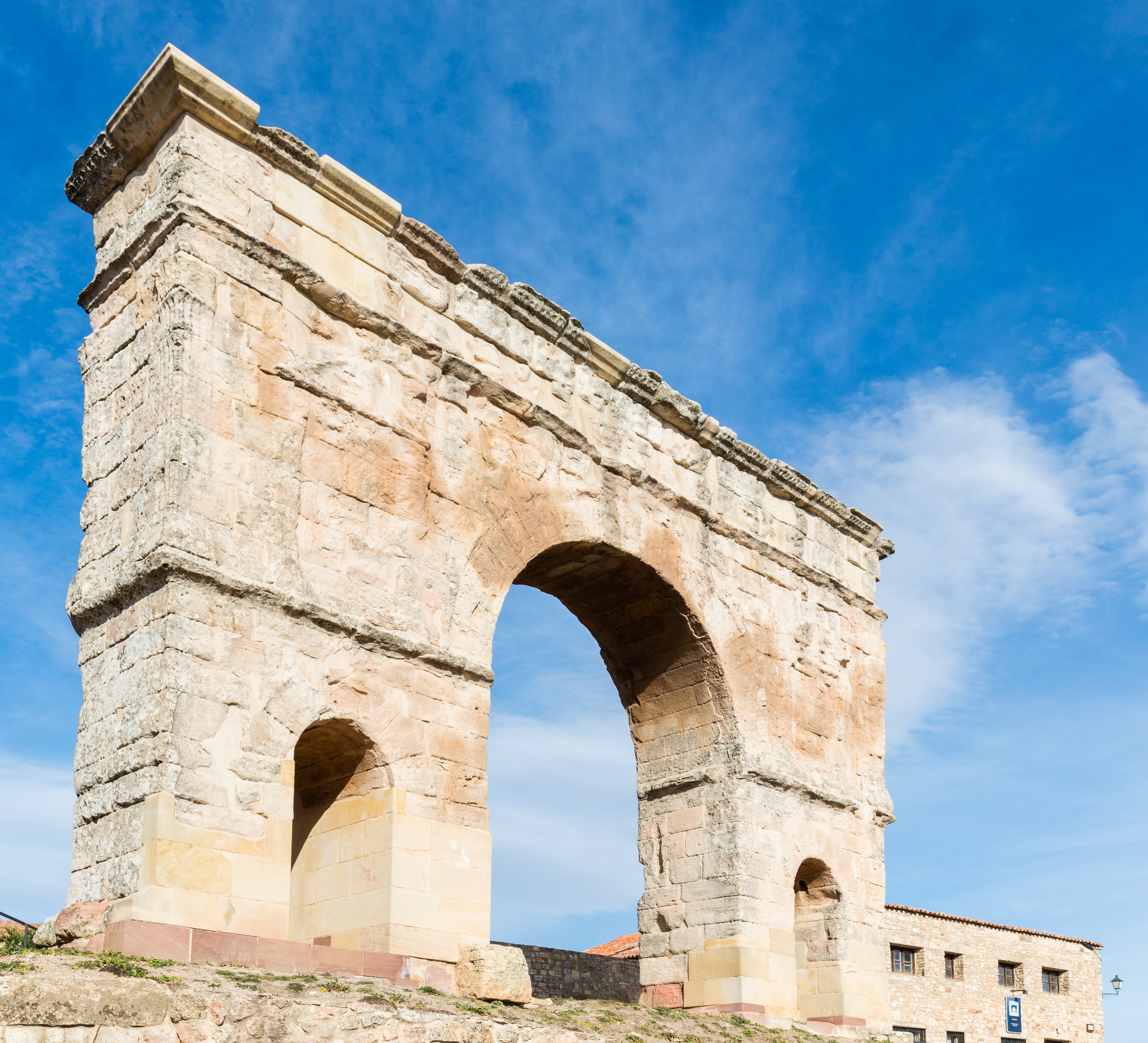
梅迪纳塞利凯旋门

索里亚省经济以农牧业为主，种植黑麦、大麦和土豆，放牧羊群。
工业有食品加工、锯木、纺织以及制瓦等部门，规模不大。

## 文学作品
西班牙诗人和小说家常以此地为背景素材，进行创作。
安达卢西亚出生的著名诗人安东尼奥·马查多深爱这一带的荒野和杜罗河所构成的风景中人们的奋斗精神，《卡斯蒂利亚的田野》（Campos de Castilla）便是他的杰作。

## 著名人物
- 阿方索八世（1155年－1214年）：卡斯蒂利亚国王，出生于索里亚。[7]
- 弗朗西斯科·洛佩斯·哥马拉（1511年－1566年）：历史学家。[8]
- 迭戈·莱内斯（1512年－1565年）：文艺复兴时期欧洲神学家。第二任耶稣会总会长。[8]